# Масимо Гоби
Масимо Гоби (на италиански: Massimo Gobbi) е италиански професионален футболист, ляв полузащитник. Той е играч на Фиорентина. Висок е 183 см.
Гоби може да играе също като централен халф и ляв бек.